# Ege Carpets
Ege Carpets (dänisch: egetæpper), manchmal auch nur Ege oder Ege Teppich, ist ein dänisches Unternehmen, das zu den größten Teppichherstellern in Europa gehört. Das Unternehmen beschäftigt 510 Mitarbeiter, davon 332 in Dänemark. Der Hauptsitz befindet sich in Herning, Dänemark. Die Firma gehört europaweit zu den führenden Unternehmen zur Konzeption und Herstellung hochwertiger Auslegeware unter Berücksichtigung des Umweltschutzes. 
Seit 2002 ist das Unternehmen ein königlicher Hoflieferant. Im Geschäftsjahr 2017/2018 machte das Unternehmen einen Umsatz von DKK 1157 Millionen.
Neben den Werken in Dänemark unterhält das Unternehmen Tochtergesellschaften in Dänemark, Frankreich, Deutschland, Norwegen, Schweden, Großbritannien, China und den Vereinigten Arabischen Emiraten. Diese Länder gehören zu den wichtigsten Märkten. Darüber hinaus verfügt das Unternehmen über Handelsvertretungen und Distribuenten in 48 Ländern weltweit.

## Geschichte
Im Jahre 1938 legte Mads Eg Damgaard, ein Mann mit Visionen, den Grundstein für die Firma Ege. Er nahm sich fest vor, für die Herstellung von Teppichböden nur die modernste Technik einzusetzen, auch wenn er sich dabei über Konventionen hinwegsetzen musste. Diese Philosophie hat das Unternehmen stets beibehalten. Heute gehört es zu den größten Herstellern textiler Bodenbeläge in ganz Europa.  
1985 wurde das Unternehmen zur Aktiengesellschaft umgebildet und ging an die Börse.  

## Nachhaltigkeit
Das Unternehmen hat es sich zum Ziel gemacht, einen Beitrag zu einer nachhaltigeren Welt zu leisten und verfügt über eine der fortschrittlichsten Technologien der Branche. Daher ist es in der Lage, die Anforderungen der internationalen Standards Cradle to Cradle, und – als weltweit einziger Teppichhersteller – den dänischen Standard DS 49001 auf der Grundlage von ISO 26000 zu erfüllen. Hierbei sollen Produkte entstehen, die ausschließlich von Materialien aus einem gesunden Produktkreislauf stammen und keine schädlichen Auswirkungen auf Mensch oder Umwelt haben. Produkte werden so entwickelt, dass sie Teil eines biologischen oder technischen Kreislaufs sind und keinen Abfall erzeugen. Weitere Ziele: Klimaneutralität und die ausschließliche Nutzung von erneuerbaren Energien. Darüber hinaus soll das Abwasser aus der Produktion so sauber sein, dass es im Prinzip trinkbar ist.

## Die Marktsegmente
Das Unternehmen bietet in erster Linie Produkte für die gewerbliche Nutzung an. Es beliefert hauptsächlich:
- Hotels
- Büros
- Geschäftsbereich
- Kultur & Freizeit
- Bildungsbereich
- Transport
- Gesundheits- und Pflegebereich

Die Produkte für den privaten Bereich (Häuser und Wohnungen) werden in Dänemark, Norwegen und Schweden vertrieben. Unter den Kunden finden sich Kettenunternehmen und selbstständige Einzelhandelsgeschäfte.

## Produkte
Die Hauptgeschäftstätigkeit ist die Herstellung und der Vertrieb textiler Bodenbeläge für die gewerbliche und private Nutzung.
An den folgenden Standorten wird produziert:
- Ege, Herning: Herstellung und Vertrieb gemusterter Bodenbeläge mit Flor (getuftet) oder Flachgewebe
- Ege, Gram: Herstellung von Bodenbelägen mit Flor (getuftet) oder Flachgewebe
- Bentzon Carpets in Røjle, Dänemark: Herstellung von Flachgewebe
- Hammer Carpets in Herning, Dänemark: Herstellung von Colortech und Graphic
- Carpet Concept, Deutschland: Herstellung von Flachgewebe
- Litspin, Litauen: Produktion von Wollgarnen.